# 1995 TL8
1995 TL8 är ett binärt transneptunskt objekt också benämnd (48639) 1995 TL8.  1995 TL8 upptäcktes 1995 av den amerikanska astronomen Arianna Gleason som en del av spacewatchprojektet, det var det första av en grupp objekt man idag kallar ”scattered disc” (SDO). Numera vill man hellre klassificera objektet som ett ”extended scattered disc objekt” (E-SDO) eller som ett objekt i det yttre Kuiperbältet. Detta grundar sig på att objektets perihelium ligger 40 AE från Solen, långt bort från påverkan från någon av gasjättarna.

## Måne
1995 TL8:s måne upptäcktes av Denise C. Stephens och Keith S. Noll från observationer med Rymdteleskopet Hubble gjorda den 9 november 2002. Månen är relativt stor, nästan tio procent av 1995 TL8:s massa och har ungefär halva diametern (161 km). Man har inte kunnat fastställa någon exakt omloppsbana för månen. Avståndet från 1995 TL8 bedöms som bara cirka 420 kilometer, dess omloppstid är ungefär ett halvt dygn .